# Margareta Gustafsdotter
Margareta Gustafsdotter också stavat Margareta Göstafsdotter, död efter år 1324, var en svensk dominikannunna, godsägare, donator, grundare och priorinna av Kalmar nunnekloster, som hon också donerade mark till. Hon ska ha blivit klostrets första föreståndare och priorinna.

## Biografi
Margareta Göstafsdotter nämns första gången år 1291. Hon tillhörde det svenska frälset (Karl Gustavssons ätt) och ägde godset Berga i Högsby socken och Handbörds härad vid Kalmar.
Hon donerade år 1299 sitt gods med tillhörande underlydande gårdar till grundandet av ett kloster för kvinnor ur dominikanorden, som blev Kalmar nunnekloster. Hon blev därefter medlem i klostret och dess föreståndare, det vill säga abbedissa: i detta kloster kallades abbedissan för priorinna eller priorissa. Den 11 april 1324 vidimerade hertiginnan Ingeborg Håkansdotter, som tydligen ibland gästade klostret, ett intyg om förlikning mellan "prorissan Margareta Gustafsdotter" och hennes släkting  Håkan Läma om ett gåvobrev till klostret.
Kalmar nunnekloster beskrevs av kritiker som ett utpräglat aristokratiskt kloster, vars medlemmar levde på underhåll från de gods de fört med sig som hemgift. Klostret stängdes 1505.